# Canis lepophagus
Canis lepophagus és un mamífer extint que pertany a la família dels cànids. L'espècie visqué entre el Miocè i el Plistocè superior, durant més o menys 8,5 milions d'anys. C. lepophagus era endèmic de Nord-amèrica. Fou trobat l'any 1938 a Cita Canyon (Texas) per Johnston.